# Gran Premi de Turquia de motociclisme
El Gran Premi de Turquia de motociclisme fou un esdeveniment esportiu que es disputà en 3 ocasions entre el 2005 i el 2007 al Circuit d'Istanbul, dins del calendari del Campionat del món de motociclisme.

## Noms oficials i patrocinadors
- 2005–2007: Grand Prix of Turkey (sense patrocinador oficial)

## Guanyadors múltiples

### Pilots
| # Victòries | Pilot          | Victòries | Victòries  |
| # Victòries | Pilot          | Categoria | Anys       |
| ----------- | -------------- | --------- | ---------- |
| 2           | Marco Melandri | MotoGP    | 2005, 2006 |
| 2           | Casey Stoner   | MotoGP    | 2007       |
| 2           | Casey Stoner   | 250cc     | 2005       |

### Constructors
| # Victòries | Constructor | Victòries | Victòries  |
| # Victòries | Constructor | Categoria | Anys       |
| ----------- | ----------- | --------- | ---------- |
| 5           | Honda       | MotoGP    | 2005, 2006 |
| 5           | Honda       | 250cc     | 2006, 2007 |
| 5           | Honda       | 125cc     | 2005       |
| 3           | Aprilia     | 250cc     | 2005       |
| 3           | Aprilia     | 125cc     | 2006, 2007 |

## Guanyadors per any
| Any  | Circuit  | 125 cc         | 125 cc  | 250 cc           | 250 cc  | MotoGP         | MotoGP | Detalls |
| Any  | Circuit  | Pilot          | Moto    | Pilot            | Moto    | Pilot          | Moto   | Detalls |
| ---- | -------- | -------------- | ------- | ---------------- | ------- | -------------- | ------ | ------- |
| 2007 | Istanbul | Simone Corsi   | Aprilia | Andrea Dovizioso | Honda   | Casey Stoner   | Ducati | Detalls |
| 2006 | Istanbul | Hèctor Faubel  | Aprilia | Hiroshi Aoyama   | Honda   | Marco Melandri | Honda  | Detalls |
| 2005 | Istanbul | Mike di Meglio | Honda   | Casey Stoner     | Aprilia | Marco Melandri | Honda  | Detalls |